# 세번강

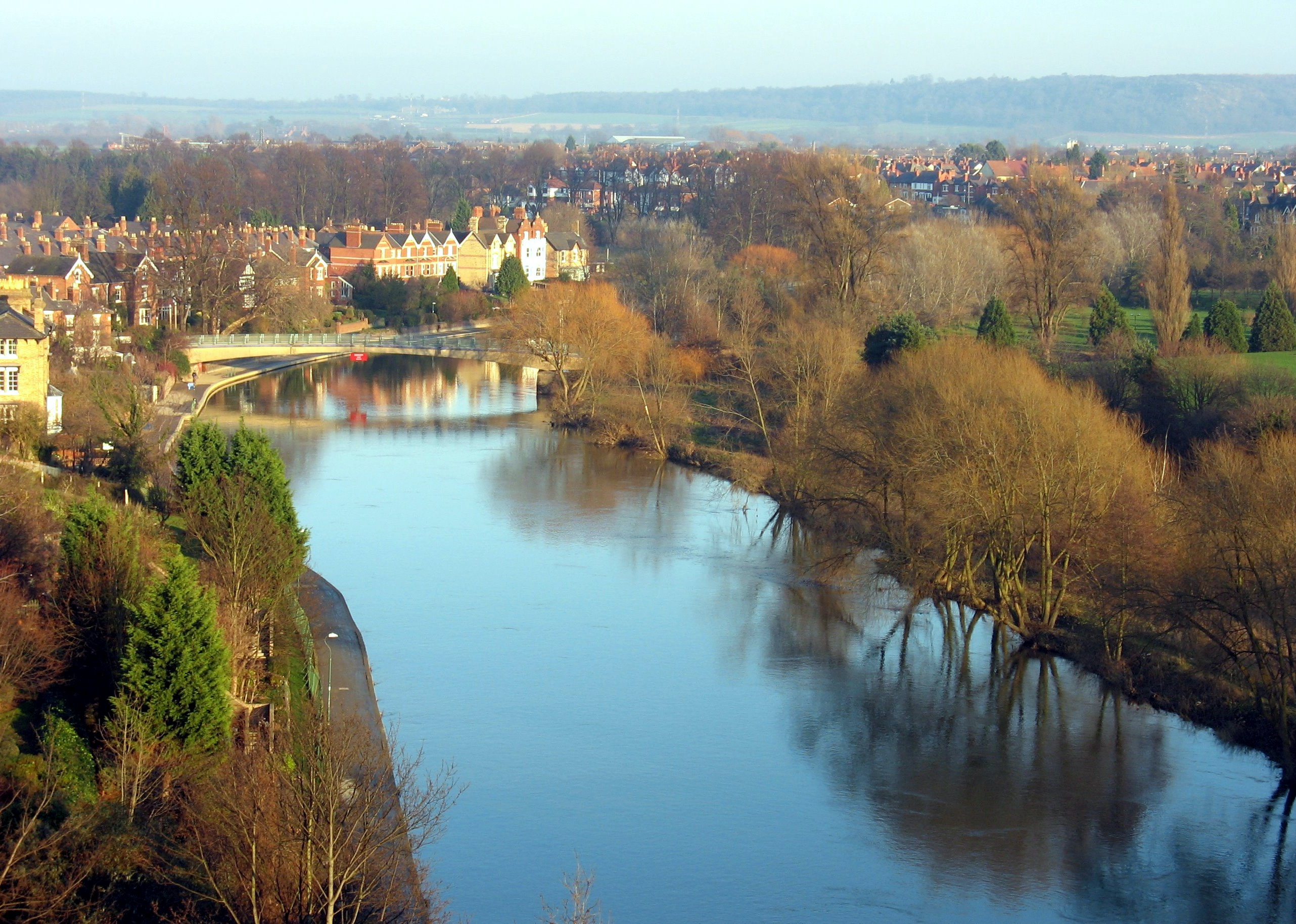
세번강

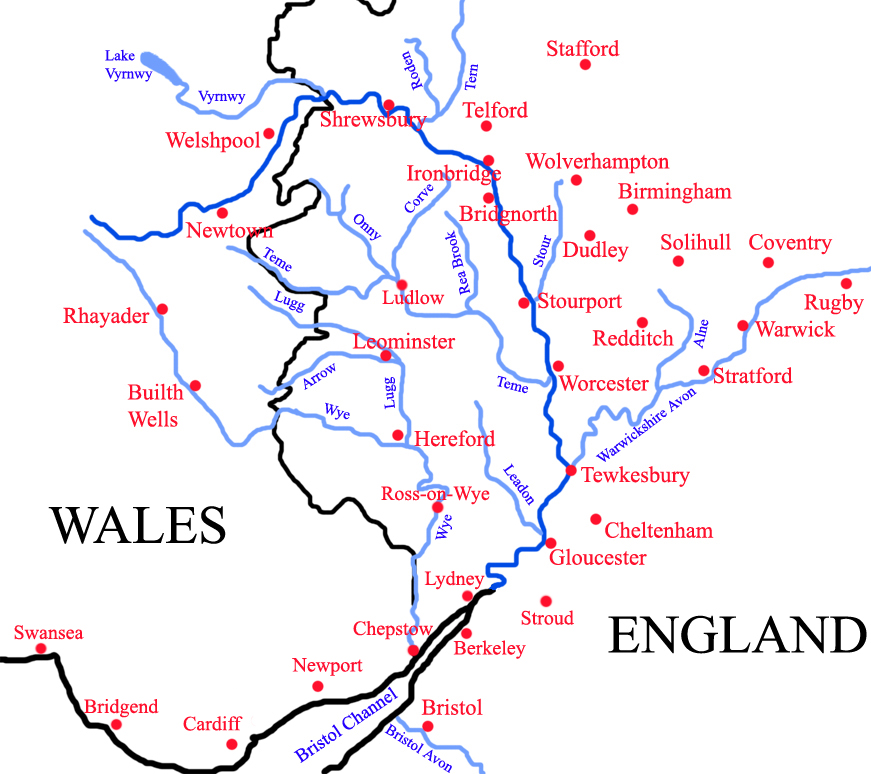

세번강(River Severn)은 영국의 잉글랜드, 웨일스를 흐르는 강이다. 길이는 354 km로 영국에서 가장 길다. 잉글랜드와 웨일스를 가로질러, 브리스톨 해협으로 빠져나간다. 슈롭셔주 슈루즈베리, 우스터셔주 우스터, 글로스터셔주 글로스터, 브리스틀을 지난다. 이 강이 지나가는 콜브룩데일에 1781년 설치된 콜브룩데일 다리는 영국에서는 물론이고 세계 최초의 철교다.